# 런던 대소동
런던 대소동(Double Trouble)은 미국에서 제작된 노먼 터로그 감독의 1967년 뮤지컬 영화이다. 엘비스 프레슬리 등이 주연으로 출연하였고 쥬드 버나드 등이 제작에 참여하였다.

## 출연

### 주연
- 엘비스 프레슬리
- 아네트 데이

### 조연
- 존 윌리엄스
- 이본느 로메인
- 칩스 라펄티
- 노먼 로싱톤
- 몬티 랜디스

## 제작진
- 원작자: 마크 브란델
- 의상: 돈펠드